# Tanto vale
Tanto vale è stato un programma televisivo a premi, andato in onda dal 6 dicembre 2015 al 24 gennaio 2016 ogni domenica alle 21:10 per otto puntate su NOVE, con la conduzione di Costantino della Gherardesca.
Il programma è l'adattamento italiano del format svedese Bytt är bytt.

## Svolgimento
Il meccanismo di ogni puntata prevede una coppia di concorrenti che nel corso del gioco deve indovinare qual è l'oggetto più prezioso all'interno di una galleria di 10 oggetti dal valore compreso tra 50 € e 40000 € definiti dalla storica casa d'asta Bolaffi.
La coppia inizialmente deve scegliere l'oggetto d'oro col quale iniziare la gara che secondo loro vale 40000 €, poi, tra i restanti oggetti deve scegliere un altro medesimo da scartare, dove ad ogni scelta l'esperto Gianluca Gaudio descrive le caratteristiche del prodotto.
Lo scopo del gioco è quello di riconoscere il pezzo più pregiato ed eliminare, uno per uno, tutti gli altri, per poter vincere un premio in denaro pari al valore dell'oggetto scelto.

## Montepremi
Ogni volta che la coppia decide di eliminare uno dei dieci oggetti verrà svelato il valore dell'oggetto eliminato che può essere di:
- 40000 €
- 20000 €
- 15000 €
- 10000 €
- 5000 €
- 3000 €
- 2000 €
- 1000 €
- 500 €
- 50 €